# 孟庆斌 (1968年)
孟庆斌（1968年2月—），男性，汉族，中共党员，山东济南人，中华人民共和国政治人物。

## 生平
曾任中共济南市市中区党委书记、区委党校校长，2013年6月调任中共日照市委副书记。2017年，升任中共山东省委台湾工作办公室（省政府台湾事务办公室）主任，2018年，转任中共临沂市委副书记、市人民政府市长。2021年5月，他回到济南，出任山东省交通运输厅厅长。2024年1月，转任青岛市政协党组书记，并于同月当选为青岛市政协主席。